# توپولف تو-۱۲
توپولف تو-۱۲ (به انگلیسی: Tupolev Tu-12) یک هواگرد ساختِ کارخانهٔ توپولف در کشور اتحاد جماهیر سوسیالیستی شوروی است. نخستین استفاده‌کنندهٔ این هواپیما نیروی هوایی شوروی بوده‌است. این هواگرد برای نخستین بار در ۲۷ ژوئیه ۱۹۴۷ میلادی مورد استفاده قرار گرفت.